# Club Llaneros
Club Llaneros (llamado oficialmente Llaneros Fútbol Club), es un club de fútbol de Colombia, de la ciudad de Villavicencio en el departamento del Meta, fue fundado el 20 de abril de 2012 y actualmente milita en la primera categoría, primera división del fútbol profesional colombiano. 
Actualmente es conocido por ser el único equipo en el Departamento del Meta y la región de la Orinoquía que disputa competiciones oficiales de fútbol en Colombia reconocidas por la Dimayor, la Categoría Primera B y la Copa Colombia.
El club juega sus partidos de local desde 2013 en el Estadio Bello Horizonte. Durante el 2012, año de su fundación, jugó de local en el Estadio Compensar (Antigua sede del desaparecido Academia F. C.), y en la cancha del barrio la Esperanza de Villavicencio en el mismo año, mientras continuaban las obras en el estadio Bello Horizonte su actual sede.
Es el cuarto equipo que representa a la ciudad de Villavicencio en el fútbol profesional, y el quinto a la Orinoquia.

## Antecedentes
Villavicencio y el departamento del Meta han tenido representación histórica en la Primera B del fútbol profesional colombiano antes de la aparición de Llaneros en 2012. Primero, fue Alianza Llanos entre 1991 y 1997, siendo club fundador de la categoría, después Unión Meta, que fue filial de Cortuluá, solo jugó en la temporada 2000 y fue desafiliado. Por último, Centauros Villavicencio entre 2002 y 2011.
Cabe anotar que en la Primera C, de carácter amateur, ha habido representación de la ciudad y región por parte de Villavicencio F.C. en 1996, entre otros clubes.

### Evolución de la ficha
| Temporadas       | Nombre del club | Localía          |
| ---------------- | --------------- | ---------------- |
| 1993-2000        | Lanceros Boyacá | Tunja y Sogamoso |
| 2001 y 2003-2004 | Chía F. C.      | Chía             |
| 2005-2012        | Academia F. C.  | Bogotá           |
| 2012-presente    | Club Llaneros   | Villavicencio    |

## Historia
La historia de Llaneros F.C comienza con el proceso de venta de la ficha y jugadores de Academia Fútbol Club debido al recorte presupuestal de la caja de compensación familiar Compensar, su principal patrocinador. Que en 2004 había adquirido la ficha del Chía Fútbol Club que la adquirió en el 2000 de Lanceros Boyacá. La decisión de vender al equipo Mandarina fue aprobada por la Asamblea General del club el 22 de marzo de 2012. Posteriormente, el 27 de marzo, en la Asamblea de Clubes de la Dimayor fue aprobada la venta del equipo y su cambio de sede para mediados del año.
El 20 de abril de 2012 la institución Llaneros F.C. quedó conformada jurídicamente mediante escritura pública en la ciudad de Villavicencio, con presencia del empresario Jorge Leyva, el presidente de la nueva sociedad Enrique Braidy, el alcalde de Villavicencio, Juan Guillermo Zuluaga, y el gobernador del Meta, Alan Jara.
Debuta en la Categoría Primera B el 23 de julio de 2012 contra Alianza Petrolera en el Segundo Semestre y curiosamente con el equipo que llegó a ganar el torneo finalización al Deportivo Rionegro y ganó la gran final frente al América de Cali y ascendió a la Categoría Primera A en esta temporada con derrota 0-1 en Estadio de Compensar con 500 aficionados.
En el año 2016, el club sufrió una crisis económica y financiera donde Acolfutpro denunció al plantel del club por deuda de tres meses a los jugadores, y tampoco había para pagarle al personal de lavandería por el cual por esta razón el club no pudo usar la indumentaria oficial en los entrenamientos.
Para el año 2016, la permanencia del equipo en la capital del Departamento del Meta, se vio amenazada por las dificultades económicas que atravesaba el Club. Sin embargo, gracias a la gestión de los directivos se logró un convenio deportivo con Santa Fe para la temporada de ese año.
El 6 de diciembre del año 2016 hubo una asamblea en Villavicencio, entre el presidente del club Héctor Matheus y el presidente de la Dimayor, Jorge Perdomo y las máximas autoridades del departamento del Meta y de la ciudad de Villavicencio con el fin de exponer la propuesta deportiva de la institución para fortalecer a Llaneros para la temporada 2017 en la que el alcalde de Villavicencio , Wilmar Barbosa y la gobernadora de Meta, Marcela Amaya García se comprometieron a apoyar en lo económico al club.
Para finales del año 2016 llegaban rumores de cambio de sede del club a otra ciudad eran falsos, lo había confirmado la página oficial del club.
En el año 2017 el club recibió un prima por parte de la gobernación del Meta juntó con la Unidad de Licores del Meta con un total de 150 millones de pesos colombianos. Además gracias al convenio de Cortuluá fue que logró la final de la Primera B. Aunque el club no logró su ascenso debido a inconvenientes con los directivos del mismo equipo, por esa razón tuvieron que cederle el ascenso a Itagüí Leones. Es la quinta vez que un equipo de Villavicencio, Regala una final de ascenso, debido a la malas directivas que siempre han tenido los equipos de dicha ciudad. Aunque el club extinto Pumas de Casanare perdió su final de ascenso del año 2003, debido a un mal arbitraje. 
Para el año 2018 logró gracias a la gestión de los directivos, el club logra un convenio deportivo con Patriotas Boyacá, para la temporada de ese año.
Para el año 2020 se rumoraba que el club vendería su ficha al club aficionado Panteras F.C., pero eso finalmente fue descartado debido a la nueva administración del club.

### Mejores Campañas en el Torneo de Ascenso y Copa Colombia
Las campañas que hay que destacar del equipo llanero en el Torneo de Ascenso son la del primer semestre de 2013, donde queda cuarto en el todos contra todos, pero en cuadrangulares es superado por Unión Magdalena; la del primer semestre de  2014, ya que queda segundo del todos contra todos y llegó hasta semifinales quedando eliminado por América de Cali; la del primer semestre de 2017, donde quedó cuarto en el todos contra todos y fue eliminado en cuartos de final por Boyacá Chicó y el segundo semestre del 2017 donde queda subcampeón ante Itagüí Leones, en el 2018 quedó octavo en el todos contra todos clasificando a los cuadrangulares semifinales donde queda tercero del Grupo A detrás de Cúcuta Deportivo y Cortuluá ; superando al Real Cartagena, en el torneo apertura de 2019 quedó octavo en el todos contra todos clasificando a los cuadrangulares semifinales donde queda cuarto del Grupo B detrás de Deportivo Pereira,Boyacá Chicó y Deportes Quindío, en el 2020 quedó sexto en el todos contra todos y superado en el Grupo B por Atlético Huila, en el 2022 en el Apertura y finalización fue superado en el Grupo A por Boyacá Chicó, en el Apertura 2023 queda subcampeón ante Patriotas Boyacá y en el finalización fue superado en el Grupo B por Cúcuta Deportivo.
En Copa Colombia hay que destacar la campaña de 2014 donde llega hasta octavos de final donde queda eliminado por Junior de Barranquilla desde la definición de punto Penal. Luego de que ambos partidos jugados en Villavicencio y Barranquilla quedaran empatados a un gol, la definición por penales queda 4-2 a favor del equipo Costeño.
En el 2021 quedó eliminado en octavos de final por La Equidad.

### Escándalo por presunto arreglo
En la última fecha de los Cuadrangulares Semifinales de la Primera B 2021-II, el Unión Magdalena debía ganar como visitante a Llaneros, logrando dos goles en los minutos 90+5 y 90+6 mientras Fortaleza CEIF perdía como local 1-2 ante Bogotá F.C.. Este hecho generó la protesta de Fortaleza por la sospecha de arreglo a favor del equipo samario, debido a la pasividad de algunos jugadores de Llaneros.

"Estamos seguros, convencidos, de que hubo corrupción en el partido entre Llaneros y Unión Magdalena. El partido se arregló. El primero y el segundo gol fueron arreglados y muy evidentes. Vamos a demandar el partido para que se los den perdido a los dos y ascienda Fortaleza, y si la Dimayor y la Federación quieren sentar un precedente esto tiene que ser así. Porque allá hubo trampa, hubo arreglo entre jugadores, cuerpo técnico, directivos... Hubo trampa." Francisco Serrano, gerente de Fortaleza CEIF.

Llaneros ejerció públicamente su derecho a la defensa, y al respecto dijo el técnico Walter Aristizábal después de la derrota:

"Competimos a la altura de lo que veníamos realizando, tuvimos muchas opciones de gol no finalizadas. Después de ir ganando, cuando nos empatan fue fatal anímicamente. Teníamos que salir a hacer cinco goles y ya estaba perdido."

Los hechos se convirtieron en un escándalo nacional solo comparable con la polémica en los Cuadrangulares Semifinales de la Primera B 2004 entre Valledupar y Real Cartagena. El hecho trascendió a la prensa internacional, y debido a las repercusiones, inclusive por parte del presidente de la República Iván Duque, hizo que Fernando Jaramillo, presidente de la Dimayor, ordenara una investigación de oficio por el caso.
Sin embargo, se mantuvo el triunfo de Unión Magdalena en el Cuadrangular B y su ascenso a la Primera A 2022, y aunque la Final entre Cortuluá y Unión Magdalena fue programada inicialmente para el sábado 11 de diciembre, fue posteriormente aplazada. El 31 de diciembre de 2021, la Comisión Disciplinaria de la Dimayor archivó la investigación en contra del Unión Magdalena, pero aún se mantiene la investigación en contra de Llaneros por los hechos del partido.

### Primer título
Para la temporada de la 2024-I de la segunda división, Martin Cardetti asume las riendas como entrenador que logra terminar tercero en el todos contra todos con 29 puntos logrando clasificar a los Cuadrangulares Semifinales siendo superado por Atlético Huila y Cúcuta Deportivo, donde termina en el grupo B compartiendo con Unión Magdalena, Cúcuta Deportivo y Deportes Quindío, donde en la última fecha Llaneros le gana 2 a 0 a Quindío, mientras que Cúcuta le gana al Magdalena 2 a 1 clasificando como líder a la final de apertura enfrentando a Orsomarso ganador del grupo A, ya en la final de ida hace su visita a Palmira donde queda el marcador 0:0 dejando la llave abierta definiendo en Villavicencio, ya en la vuelta Orsomarso empezaría ganando 2-0, pero a falta de 15 minutos para finalizar el partido Llaneros lograría empatar la serie 2-2 para forzar los penales donde terminaría ganando 4-3 con Kevin Armesto como figura, logrando así su primer título profesional, además logrando un cupo para la gran final para definir el ascenso del próximo año.

## Instalaciones

### Estadio

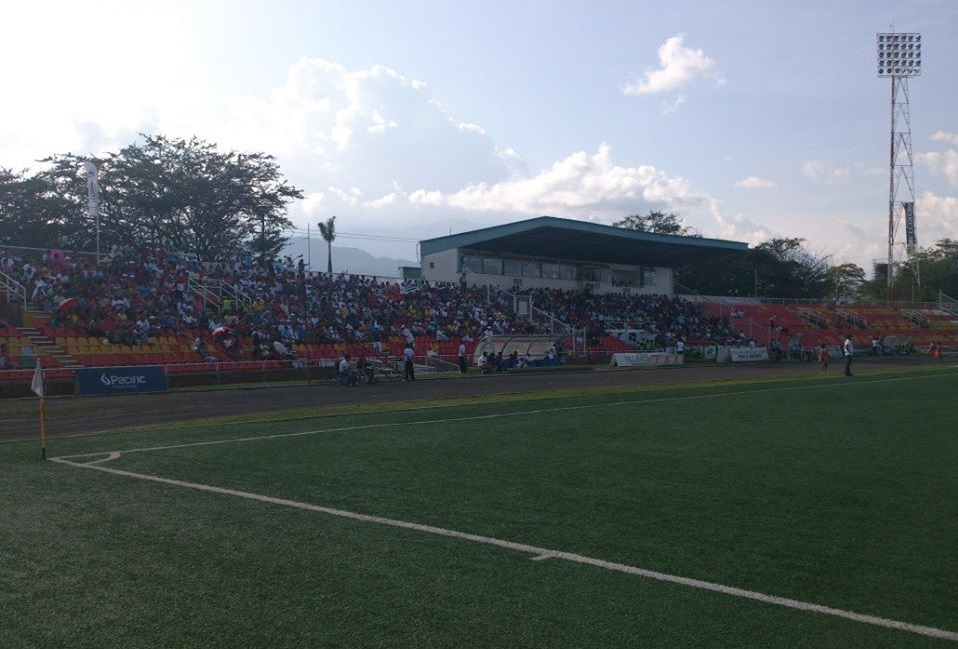
Tribuna occidental del antiguo estadio Macal.

Luego del paso del Unión Meta en la temporada 2000, se realizó una serie de reformas estructurales al escenario deportivo, principalmente en la tribuna occidental.
En el año 2003, se remodeló el estado con una inversión cercana a los 3.000 millones de pesos. En ese año, Centauros Villavicencio jugó en la Categoría Primera A.
El Estadio Bello Horizonte - Rey Pelé, con aforo aproximado para 15.000 espectadores, ha sido escogido como sede de Llaneros F.C. Debido a ello, el gobernador Alan Jara ordenó la intervención del estadio con un presupuesto cercano a los COL$ 4.200 millones, incluyendo la instalación de una nueva cancha sintética, lo cual ha generado polémica.
Debido a las demoras en las obras, por la realización de torneos juveniles de fútbol y conciertos, jugó sus primeros partidos en el Estadio de Compensar en Bogotá, y como estadio alterno la Dimayor aprobó que Llaneros jugara sus partidos como local en el parque de La Esperanza, de la ciudad de Villavicencio, que fue remodelado y convertido en estadio con una capacidad para 7.000 espectadores, se esperaba que la remodelación del estadio 'Estadio Bello Horizonte' estuviera lista en octubre de 2012, por lo que el equipo no debutó en Villavicencio.
La remodelación del estadio se llevó a cabo de la siguiente forma:
- El primer paso fue el retiro del gramado natural, el cual duró aproximadamente 3 días, posteriormente siguió la excavación para darle paso a la instalación del drenaje, que tuvo un periodo de 30 días. Finalmente llegó la adecuación del gramado sintético que se hizo en un periodo no superior a 45 días.
- Paralelamente a las graderías se les realizó una limpieza general y de pintura, del mismo modo la instalación de silletería(sillería que sobró del Estadio Nemesio Camacho El Campín y el Estadio Atanasio Girardot), al estilo de los estadios que por Colombia fueron refaccionados para el Mundial Sub-20 en el 2011. Las luminarias están siendo cambiadas totalmente, con tecnología de avanzada con ahorro de energía y mejor iluminación, donde se seguirán utilizando las actuales torres.
- Los camerinos local, visitante y de los árbitros, fueron restaurados incluyéndoles gramado sintético(hoy en día ese gramado esta en pésimas condiciones y los camerinos a punto de caerse los techos, en épocas de lluvia se convierte en río los camerinos y la zona mixta). Las cabinas para los medios de comunicación también se adecuaron.

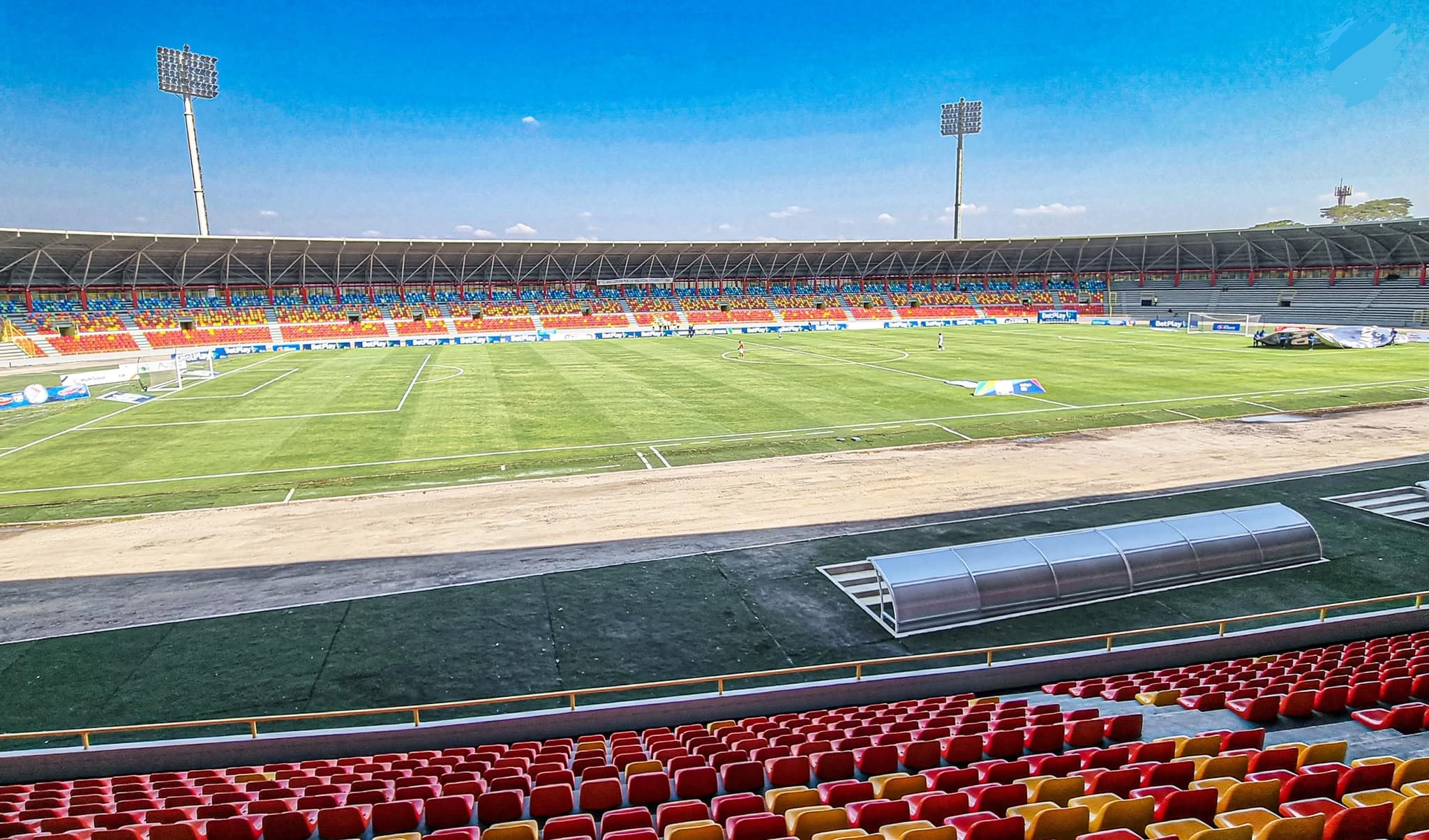
paranomica del estadio Bello Horizonte - Rey Pelé

### Estadios sede alternativos
| Periodo     | Estadio                                                |
| ----------- | ------------------------------------------------------ |
| 2012        | Estadio de Compensar                                   |
| 2012        | Cancha la esperanza                                    |
| 2019-2020   | Estadio La Independencia de Tunja                      |
| 2020        | Estadio Municipal Héctor El Zipa González de Zipaquirá |
| 2012-actual | Estadio Bello Horizonte de Villavicencio               |

Para el 2019, la gobernación del Meta, invirtió cerca de 60.000.000.000 de pesos, para la reparación de toda la Villa olímpica de Villavicencio, por lo tanto el club metense tuvo que buscar una sede temporal. Los seguidores del Club, insistían en que el estadio Santiago de las Atalayas De la ciudad de Yopal fuera una de sus sedes temporales cosa que en el 2021 será su sede alterna y podrá jugar partidos de Copa Colombia. Finalmente las directivas decidieron que el club jugara en el Estadio La Independencia de Tunja para el 2019, Mientras continúan las reparaciones en el estadio Macal su sede natural. Para el 2020 jugará en el Estadio Municipal Héctor El Zipa González hasta que se termine de remodelación el Bello Horizonte.

### Sede Administrativa y deportiva
El equipo tiene su sede administrativa en la ciudad de Villavicencio, en la antigua Hacienda Gualanday, la cual desde el segundo semestre de 2020, se convirtió en la Sede Administrativa y deportiva del club.
Sus sedes se ubican en:
·Kilómetro 8 vía Puerto López, vereda La Llanerita. (Sede deportiva).
·Av. Cra. 45 (Autop Norte) # 97 – 50 Of. 501 Edificio Porto 100. (Sede Comercial y administrativa)

### Centro de Alto Rendimiento
En la presentación del equipo en agosto de 2020 se comenta que el club tiene un proyecto para que en un futuro tenga un Centro de  Alto Rendimiento.

## Rivalidades
El club no tiene clásicos regionales debido a que desde que empezó la Categoría Primera B en 1991, la ciudad de Villavicencio y el departamento del Meta han sido representados por los equipos: Alianza Llanos de 1991 a 1997 y que por poco logra ascender a la Primera A en los años 1991 y 1992 y descendió a  la Categoría Primera C en la temporada 1997, Unión Meta en el 2000 que clasificó hasta los cuadrangulares finales del torneo de Ascenso pero quedó eliminado y Centauros Villavicencio que ha sido el único equipo en lograr el ascenso a la Primera división, en el  2002, en el torneo Apertura 2003 logró clasificar a los cuadrangulares, pero en el torneo Finalización 2003 descendió a la Categoría Primera B y en el 2011 su ficha deportiva se trasladó a Popayán, actualmente desde 2012 se conoce como Universitario de Popayán que desde el segundo semestre de 2019 será remplazado por el antiguo Boca Juniors de Cali, en el Departamento de Casanare en las temporadas de (2002 a 2006) estuvo Pumas de Casanare en la Categoría Primera B pero después vendió su ficha al actual Real Santander que desde 2019 será Real San Andrés, Alianza Petrolera en el Torneo Apertura 2013 de la Categoría Primera A jugó en Yopal pero después volvió a jugar sus partidos en el Departamento de Santander.
En 2021, en medio del escándalo por posible amaño en el juego contra Unión Magdalena, los mismos jugadores han declarado que se dejaron ganar por perjudicar a Fortaleza. Por lo que se da a entender que el equipo 'llanero' ha forjado una nueva rivalidad en el fútbol colombiano con el equipo bogotano.

## Símbolos

### Escudo
Desde la creación del escudo no se ha cambiado, es decir ningún otro escudo lo ha reemplazado. El escudo representa un caballo que está en el centro del escudo, que significa que los jugadores son rápidos y fuertes, contiene también dos arpas de oro a los costados. El escudo tiene las siglas LLFC, que es el nombre de club simplificado, además tiene colores amarillo, negro y blanco como colores tradicionales.
En el año 2020 a mediados de septiembre el diseño de escudo cambió ya no tendrá las siglas LLFC a su vez será LLANEROS y se le agrega un arpa al caballo, diseño que no le gusto a los aficionados ya que se parece al del equipo Panteras de Cundinamarca por los rumores que hubo de la venta del club. Sigue teniendo los mismos colores del anterior.

### Mascota
La mascota del equipo Metense es un caballo llamado Kike nace el 29 de enero de 2015 que representa un animal típico de la región y símbolo del club y que además se caracterisca como fuerte y vital.

## Uniforme
Los colores tradicionales del club son el blanco, el negro y el dorado.
El 28 de abril de 2012 se realizó en Villavicencio la presentación de la indumentaria de Llaneros F.C. la cual fue diseñada por el diseñador cartagenero, Ricardo "Chencho" Piñeres, y confeccionado por la marca bogotana Fabricamos Su Sudadera (FSS) y con el patrocinio delde propietariola empresa propietaria del equipo, la multinacional petrolera canadiense Pacific Rubiales Energy.
Para el año 2014 el equipo uso un uniforme conmemorativo en la fecha 12 del  Torneo apertura 2014, en homenaje a la celebración de los 174 años de la ciudad de Villavicencio.
El 11 de febrero de 2015 se realizó en el C.C. Unicentro de Villavicencio la presentación de la indumentaria de Llaneros F.C., confeccionado por la marca bogotana Sport Life y con el patrocinio de la empresa propietaria del equipo, la multinacional petrolera Pacific Rubiales S.A., y el 23 de mayo de 2015 se hizo la presentación oficial de Unidad de Licores del Meta como un nuevo patrocinador, con representación del Aguardiente Llanero.
Para el 2016, el equipo aún no hizo la presentación oficial de la indumentaria deportiva que utilizará para la temporada. Sin embargo, jugó sus partidos con un uniforme conformado por una Camiseta blanca sin logos de patrocinio, con mangas de color negro y franjas doradas. Pantaloneta blanca y medias del mismo color.
Para el año 2017, el club a través de sus redes sociales publicó la indumentaria que vestirá a "El blanco y negro" para la presente temporada, la marca que vestirá a llaneros es Kimo, y como patrocinador principal Aguardiente Llanero, también patrocina la empresa de transportes metense Transportes Arimena y el Grupo Empresarial Dms a través de su marca Agua Purita #puritapasión.
- Uniforme titular: Camiseta naranja con diseños negros, pantaloneta negra y medias naranjas con detalles negros.
- Uniforme alternativo: Camiseta azul con diseños negros, pantaloneta blanca y medias negras con detalles negros.
- Tercer uniforme: Camiseta blanca con diseños negros, pantaloneta negra y medias blancas con detalles negros.

### Evolución del Uniforme

#### Uniforme local
| 2015 - 2016 | 2017 | 2018 - 2019 | 2024 | 2025 |

#### Uniforme visitante
| 2015 - 2016 | 2017 | 2018 - 2019 | 2024 | 2025 |

#### Tercer uniforme
| 2015 - 2016 | 2017 | 2024 |

### Indumentaria y patrocinador
| Período   | Proveedor  | Patrocinador |
| --------- | ---------- | --- |
| 2012-2013 | FSS        | Pacific Rubiales S.A. |
| 2013-2014 | Kimo       | Pacific Rubiales S.A. |
| 2014-2015 | FSS        | Pacific Rubiales S.A. |
| 2015      | Sport Life | · Pacific Rubiales S.A. Archivo:Aguardiente Llanero.png · Aguardiente Llanero |
| 2016      | Kimo       | · Arimena Archivo:Aguardiente Llanero.png · Aguardiente Llanero Eaav · EAAV · LaTaquilla.com · Lotería del Meta |
| 2017      | Kimo       | Agua Purita Archivo:Aguardiente Llanero.png · Aguardiente Llanero · Arimena · LaTaquilla.com · El Meta Tierra de oportunidades · Instituto de Turismo del Meta                                                                                         |
| 2018-2019 | Kimo       | Agua Purita Arimena |
| 2020-2021 | Kimo       | Agua Purita Arimena Al servicio de la gente |
| 2021-     | Attle      | Agua Purita Archivo:Aguardiente Llanero.png · Aguardiente Llanero · Arimena · Remy I.P.S. · Los Capachos · Avizor Seguridad · Pesquera Jaramillo · Al Servicio de la Gente · Los Capachos                                                              |
| 2025-I    | Aerosport  | AITABU Hotel Avizor Seguridad Ltda. Cerveza Aguila Gaseosa Maxi Cola Movilco S.A.S. Unicentro Villavicencio Gobernación del Meta MedPlus Medicina Prepagada Agua de la Cordillera DCH Group Representaciones Betplay Hamburguesas del Fuego Electrolit |

## Datos del Club
- Temporadas en 1ª: 1 (2025).[115]
- Temporadas en 2ª: 13 (2012-2024).
- Temporadas en Copa Colombia: 12 (2013-presente).
- Mejor puesto:
  - En Primera A: 15° (2025 I)
  - En Primera B: 1° o 2° (Primera B 2024).[116]
  - En Copa Colombia: 15° (2014, Octavos de final).
- Peor puesto:
  - En Primera A: Sin Participación.
  - En Primera B: 18° (2012).
  - En Copa Colombia: 29° (2015, Fase de grupos).
- Primer partido oficial: 0-3 con Alianza Petrolera el 22 de julio del 2012.
- Primer partido oficial internacional: 1-1 con Deportivo Aucas el 19 de enero del 2023 en un amistoso.
- Primer gol anotado: Armando Maldonado ante el Atlético Bucaramanga el 25 de julio del 2012.
- Primer gol recibido: Dairon Asprilla de Alianza Petrolera el 22 de julio del 2012.
- Mayores goleadas a favor:
  - 8-1 contra Deportes Quindío en el Torneo Águila en noviembre de 2017.
  - 5-0 contra Cortuluá  el 31 de octubre de 2018.[117]
  - 5-0 contra Deportes Quindío el 5 de noviembre de 2017.[118][119]
  - 5-1 contra Real Cartagena el 4 de noviembre de 2024.
  - 4-0 contra Unión Magdalena el 31 de enero de 2020.[120][121]
  - 4-0 contra Atlético F. C.  el 29 de octubre de 2017 .[122]
  - 5-2 contra Bogotá Fútbol Club el 25 de febrero de 2019.
  - 4-1 contra Patriotas Boyacá el 15 de marzo de 2017 en Copa Colombia.[123]
- Mayores goleadas en contra:
  - 5-0 contra Cúcuta Deportivo el 16 de julio de 2017.
  - 2-6 contra el América de Cali en semifinales de 2014.
  - 0-4 contra América de Cali el 28 de mayo de 2014.
  - 0-4 contra Deportivo Pereira el 20 de agosto de 2012.
  - 1-4 contra Itagüí Leones 23 de noviembre de 2017.
- Mayor número de goles en una temporada: 80 (Primera B 2024).
- Participación internacional: Sin participación internacional.
- Jugador con más partidos disputados: Cristian Valencia (130 partidos).
- Jugador con más goles: Manuel Esteban González (21 goles).

## Jugadores
La primera nómina que tuvo Llaneros fue Alejandro Niño en el arco, Andrés Viracachá, Jhonatan Rivas, Armando Maldonado, Johan Mojica en la línea defensiva, Carlos Palacios, Davinson Atehortúa, Larry Vásquez y Christian López Chamorro en el sector medular a junto a los atacantes Maikon Palacios y Alexander Beltrán.
Han pasado jugadores destacados con cesiones de equipos como Atlético Nacional como lo fueron Federico Arbeláez, el paso frustrado de Daniel Lloreda, y actualmente Miller Mosquera, de Santa Fe Jorge Obregón, los hermanos Nicolás Roa y Santiago Roa, Jhon Velásquez, Norbey Salazar, Carlos Mario Polo, Juan Manuel Leyton o también que pasaron a otros equipos en venta o cesiones como Johan Mojica, Jhon Arias, José Hugo Palacios.
Además ha aportado a las selecciones Colombia a pesar de que algunos ya jugaron o no en el equipo en esos tiempos como Carlos Carbonero en el Mundial Brasil 2014 y Johan Mojica en el Mundial Rusia 2018 en la selección Colombia, Jorge Obregón en la selección Colombia Sub-20 en el Sudamericano Ecuador 2017, Etilso Martínez en la selección Colombia Sub-17 en el Mundial India 2017, mientras que Juan David Lemus si lo hizo en el club en el Mundial Polonia 2019 y Sudamericano Chile 2019. al igual que Joan Castro en el Sudamericano Ecuador 2017

### Plantilla 2025-II
- Los equipos colombianos están limitados a tener en la plantilla un máximo de cuatro jugadores extranjeros. La lista incluye sólo la principal nacionalidad de cada jugador.
- Desde la temporada 2020 la Dimayor autorizó únicamente la inscripción de (25) jugadores de los cuales (5) deben ser categoría Sub-23. Los equipos que juegan torneo internacional podrán inscribir (28) jugadores.[130]

- Para cambios de jugadores en el equipo consulte: <<Llaneros en Transfermarkt>>,  <<Llaneros en Soccerway>>, <<Llaneros en Dimayor>>.

### Jugadores cedidos
Jugadores que son propiedad del equipo y son prestados para actuar con otro conjunto, algunos con opción de compra.
| Cedidos | Cedidos  | Cedidos | Cedidos |
| Jugador | Posición | Destino | Hasta   |
| ------- | -------- | ------- | ------- |

### Jugadores cedidos en el club
Jugadores que son propiedad de otro equipo y están prestados en el club, algunos con opción de compra. 
| Cedidos | Cedidos  | Cedidos | Cedidos     |
| Jugador | Posición | Desde   | Hasta       |
| ------- | -------- | ------- | ----------- |
| [[]]    | Defensa  | [[]]    | Por definir |

### Jugadores en selecciones nacionales
Nota: en negrita jugadores parte de la última convocatoria en sus respectivas selecciones.
| País     | Categoría | Jugador(es)    |
| -------- | --------- | -------------- |
| Colombia | Absoluta  | Michael Rangel |
| Colombia | Sub-23    | Kener Valencia |
| Panamá   | Absoluta  | José Bernal    |
| Panamá   | Sub-23    | José Bernal    |

### Jugadores extranjeros
Por el club han pasado 24 extranjeros:
| Nacionalidad   | N.º | Jugadores |
| -------------- | --- | --- |
| Argentina      | 8   | Ignacio Varela, Lucas Rodríguez, Leandro Rodríguez, Juan Nash, Emanuel Casado, Hernán Fener, Marcos Landaburu y Agustín Verdugo |
| Brasil         | 3   | Cayo Apolinario, Danilo Texeira y Eduardo Gomes                                                                                 |
| Camboya        | 1   | Ever Meza* |
| Ecuador        | 2   | John David Carabalí, Roberto Ordóñez Ayoví                                                                                      |
| España         | 1   | David Fondarella |
| Estados Unidos | 1   | Kevin Rozo* |
| Italia         | 1   | Vincenzo Candela* |
| Nigeria        | 2   | Usman Amodu y Robert Egbeta |
| Panamá         | 1   | Julio Andrade |
| Suiza          | 1   | Matteo Frigerio* |
| Uruguay        | 2   | Nicolás Machado,Gastón Poncet                                                                                                   |
| Venezuela      | 1   | Diego Sarmiento |

Nota:(*) son los que tienen nacionalidad extranjera y el club uso la colombiana para liberar cupos para otros jugadores.

### Máximos goleadores y más presencias
- Actualizado el 25 de octubre de 2021.[133][134]
- Actualizado el 25 de octubre de 2021.[133][135]

| Máximos goleadores | Máximos goleadores      | Máximos goleadores | Más partidos disputados | Más partidos disputados | Más partidos disputados |
| ------------------ | ----------------------- | ------------------ | ----------------------- | ----------------------- | ----------------------- |
| 1                  | Manuel Esteban González | 27                 | 1                       | Manuel Esteban González | 164                     |
| 2                  | Mario Alvarez           | 25                 | 2                       | Marlon Ricardo Sierra   | 143                     |
| 3                  | Jhon Velásquez          | 16                 | 3                       | Cristian Valencia       | 132                     |
| 4                  | Daniel Buitrago         | 10                 | 4                       | Jesús Martínez          | 116                     |
| 5                  | Duman Herrera           | 10                 | 5                       | Helbert Soto            | 102                     |
| 6                  | Sebastián Gutiérrez     | 10                 | 6                       | Andrés Felipe Gómez     | 81                      |
| 7                  | Jorge Obregón           | 9                  | 7                       | Óscar Vanegas           | 75                      |
| 8                  | Harlin David Ramírez    | 9                  | 8                       | Santiago Orozco         | 74                      |
| 9                  | José Hugo Palacios      | 8                  | 9                       | Duman Herrera           | 73                      |
| 10                 | Marlon Tinoco           | 8                  |                         |                         |                         |

## Presidencia y dirección técnica

### Presidentes
- Jorge Leyva (2012)[9]
- Enrique Braidy (2012 - 2013)[136][137]
- Carlos Castro Sabbagh (2014)
- Héctor Mateus (2014 - 2019)
- Catalina Guzmán (2019 - 2019 II)
- César Guzmán (2019 II - 2020 II)
- Carlos Trujillo (2020 II - actual)

### Entrenadores

#### Listado con partidos dirigidos
| #   | Entrenador            | Periodo     | Primera División | Segunda División | Copa Colombia | Total |
| --- | --------------------- | ----------- | ---------------- | ---------------- | ------------- | ----- |
| 1.  | Alberto Rujana        | 2012-2013   | --               | 60               | 10            | 70    |
| 2.  | Hubert Bodhert        | 2014-2015   | --               | 45               | 13            | 58    |
| 3.  | Nelson Gómez          | 2015        | --               | 13               | 5             | 18    |
| 4.  | Víctor González Scott | 2015        | --               | 8                | 0             | 8     |
| 5.  | Rubén Molina          | 2015        | --               | 6                | 0             | 6     |
| 6.  | Basílico González     | 2016        | --               | 32               | 6             | 38    |
| 7.  | Jairo Patiño          | 2017 - 2018 | --               | 62               | 10            | 72    |
| 8.  | Nelson Gómez          | 2018 - 2019 | --               | 48               | 8             | 56    |
| 9.  | Jhon Alfredo Ramírez  | 2019        | --               | 2                | --            | 2     |
| 10. | David Suárez          | 2020        | --               | 7                | 2             | 9     |
| 11. | Wilmer Sandoval       | 2020 - 2021 | --               | 11               | 2             | 13    |
| 12. | Walter Aristizábal    | 2021 - 2022 | --               | 39               | 12            | 51    |
| 13. | Jersson González      | 2022 - 2023 | --               | 77               | 4             | 81    |
| 14. | Wilmer Sandoval       | 2023        | --               | 1                | --            | 1     |
| 15. | Martín Cardetti       | 2024        | --               | 32               | 2             | 34    |
| 16. | Pedro Depablos        | 2024        | --               | 18               | 0             | 18    |
| 17. | Jaime de La Pava      | 2025        | 8                | --               | --            | 8     |
| 18. | José García           | 2025 -      | 0                | --               | 0             | 0     |

### Dirección técnica actual
Cuerpo técnico del Club Llaneros en la temporada 2023.
| Dirección técnica actual                 | Dirección técnica actual | Dirección técnica actual     | Dirección técnica actual |
| ---------------------------------------- | ------------------------ | ---------------------------- | ------------------------ |
| Entrenador:                              | Jersson González         | Asistente técnico:           | Wilmer Sandoval          |
| Divisiones menores:                      | Mario Valencia           | Médico 1:                    | Hernan Rueda             |
| Preparador físico:                       | Roberto Carlos Martínez  | Coordinadora Administrativa: | Lorena Montaña           |
| Kinesiólogo 1:                           | Sebastián Torres         | Consultor General:           | Juan Manuel Rogelis      |
| Delegado de campo Asistente de Gerencia: | Tomas Velasco            | Consultor Comercial:         | Aldo Gutiérrez           |
| Entrenador porteros:                     | César Moreno             | Asesor Jurídico Deportivo:   | Juan Manuel Cartagena    |
| Gerente Deportivo:                       | Jeison Camelo            | Asesor Jurídico Corporativo: | Andrés Garzón            |
| Utilero:                                 | Jorge Cubides            | Secretaria Inferiores:       | Manuela Pedraza          |
| Analista de Rendimiento:                 | Andrés Contreras         | Médico 2:                    | Ewald Torres             |
| Kinesiólogo 2:                           | Brayan Jiménez           | Médico 3:                    | Camilo Camargo           |
| Preparador fisico 2:                     | Diego Rodríguez          | :                            | Bandera de Colombia      |

## Palmarés

### Torneos nacionales oficiales
- Campeón del Torneo Apertura de la Primera B: 2024.
- Subcampeón del Torneo Finalización de la Primera B: 2017.
- Subcampeón del Torneo Apertura de la Primera B: 2023.

### Torneos amistosos
- Copa Fortaleza 2012:[144][145]

### Torneos nacionales juveniles y de reserva
- Subcampeón del Torneo Internacional de las Américas sub-20: 2016[146]

## Otras secciones deportivas

### Equipo Femenino
El 3 de agosto de 2020 el club por medio de un vídeo confirma que contará con el fútbol femenino y sería el primer equipo femenino del llano en la historia del FPC, además se confirma a Ingrid Vidal como el primer fichaje.
El 3 de agosto se confirmaría su participación en la Liga Profesional Femenina de Fútbol de Colombia, y lo hará en la edición 2020.
El 16 de agosto el club confirmó cual sería su primer cuerpo técnico de la historia del club femenino con Jhon Ortega como el director técnico, Jenny Canasto, como la asistente técnica, Edwin Supelano como preparador físico, y Diego Jasir Martínez como analista de vídeo.
El 20 de agosto se confirma a las jugadoras Camila Reyes, Valentina Soto, Lina Jaimes y a Juan Manuel Rogelis como Gerente Deportivo. Además se confirmaría también a Miley Arévalo, Yuliet Rubio Sarmiento y Valentina Jaramillo Garzón y a Karen Gutiérrez.

### Divisiones Menores
Las Divisiones menores del Club Llaneros forman el equipo de reservas y juvenil de las categorías sub-20, sub-17, sub-15 y sub-15 que representa a Llaneros, en los torneos nacionales en categorías inferiores, se creó a mediados del año 2012 y ha servido como plataforma al equipo llanero para sustraer varios jugadores para su plantilla profesional.
La institución cuenta con varias instituciones en el país, en Meta está presente en los municipios de Villavicencio y Granada, y en los departamentos de Arauca, Casanare, Valle del Cauca, Cauca, Cundinamarca y en la capital, Bogotá. Se espera que se amplié por todo el país.
Han sobresalido jugadores como Marlon Ricardo Sierra, Helbert Soto, Joan Castro, Jersson Valencia, Yomar Schiller, Yilber Tobar, Rafael Carrascal, Nicolás Hernández Rodríguez entre otros.
Mario Valencia es el director técnico de la sub-20, Jhon Ramírez y Andrés Rojas de la sub-17, Alexander González Laguna de la sub-15. Actualmente los directores generales son: los gemelos Daniel Briceño y Óscar Briceño (en lo deportivo y técnico sucesivamente), quienes se encargan de coordinar la estructura de las divisiones menores del club llanero.

### Llaneros Baloncesto
El 14 de enero de 2021 el club presentó su proyecto de candidatura para participar en la Liga Profesional de Baloncesto de Colombia.
El 11 de febrero se convirtió en el primer equipo en la historia de Colombia, en tener equipos profesionales en ambas disciplinas, fútbol y baloncesto. Se espera que el equipo de la media Colombia pueda disfrutar próximamente del nuevo remodelado coliseo Álvaro Mesa Amaya de la ciudad de Villavicencio.
Aunque no pudo debutar en la Liga Colombiana de Baloncesto 2021-II, se espera su aparición en 2022.

### Llaneros Fútbol Sala
El 11 de febrero de 2024 el club comunicó por medio de sus redes sociales que tendría participación en Liga BetPlay Futsal 2024-I confirmando así que jugaría sus partidos en el Coliseo Álvaro Mesa Amaya, siendo así su técnico Adolfo Conde, acompañado de jugadores como Diego Barney, James Castillo, Esteban Chinchilla y Oscar Vega.

### eSports
El 1 de noviembre de 2020 por medio de publicación en Twitter hace oficial su representación en la modalidad de juegos de consola de PlayStation 4 en FIFA.
En 2021 participa en un torneo de pretemporada amistoso logrando el tercer lugar superando a Jaguares de Córdoba. Y quedando por debajo de Cortuluá y Once Caldas.
- Llaneros eSports Equipo de fútbol virtual, FIFA para PlayStation.

 torneo pretemporada de Equipos profesionales con División Esports en clubes pro (0/0/1):
Tercer lugar: 2021

## Hinchada

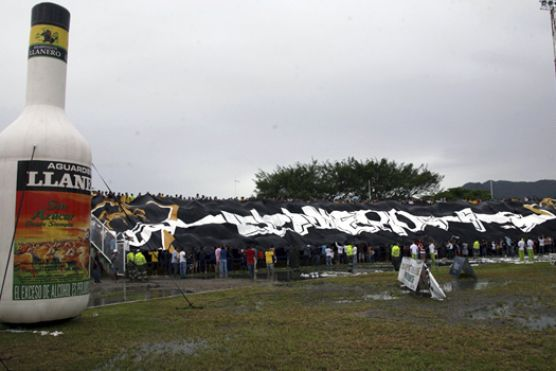
Hinchada de Llaneros

La Banda Indomable Sur Villavicencio es la primera barra oficial del club Llaneros, fue fundada el 10 de mayo del año 2012 por un grupo de jóvenes Villavicenses que por respeto a su tierra, no siguieron a otras regiones ni siguieron modas de otros equipos, muchos de ellos pertenecieron a la barra Delirio celeste del antiguo equipo de la ciudad Centauros Villavicencio, la barra ha sido incondicional con la institución Llaneros, en los buenos y malos resultados estos jóvenes están acompañando y alentando al Llaneros tanto de local como de visitante.
La barra ha sacado excursiones para alentar a su equipo en otras ciudades y municipios como Antioquia, Bogotá, Tunja, Zipaquirá, Facatativá, Girardot, Rionegro, Armenia, Pereira, Cali, Popayán y Yopal.
Actualmente los hinchas del club han organizado una barra llamada La Banda Indomable Sur Villavicencio liderado por Camilo Rincón conocido popularmente como el "abuelo", la barra se ubica en la gradería sur del Estadio Macal, con su cantos alientan desde antes de iniciar los partidos al equipo demostrando ese amor y sentido de pertenencia que tienen a su ciudad y anhelan ver a su equipo en Categoría Primera A, que está siempre apoyando al equipo cuando juega de local y de visitante, así como pasó antiguamente con Centauros Villavicencio.
Además tienen un lema personal: "El Llanero ni se calla ni se arrodilla" y "Llaneros acompañemos a nuestro equipo".
El 12 de abril de 2013 las barras de Llaneros F.C. y la del América de Cali Barón Rojo Sur firmaron un pacto como acto de fútbol en paz entre las dos barras con presencia de Camilo Rincón conocido como El Abuelo integrante de La Banda Indomable Sur Villavicencio  y Mario Rojas integrante de Barón Rojo Sur además de la policía y directivos de los clubes todo esto con el fin de que se llevará bien a cabo un partido entre Llaneros F.C. y América de Cali en una de las fechas de la Categoría Primera B, así quedando ambas barras con una hermandad para toda la vida.